# فهرست فیلم‌نامه‌نویسان اهل ایران

فهرست فیلم‌نامه‌نویسان اهل ایران.

## آ
- حمیدرضا آشتیانی پور

## ا
- همایون اسعدیان
- بهروز افخمی
- عباس اکبری

## ب
- علی‌رضا بذرافشان
- رخشان بنی‌اعتماد
- بهرام بیضایی
- مسعود بهبهانی نیا

## پ
- کامبوزیا پرتوی
- جعفر پناهی
- کیومرث پوراحمد

## ت
- کمال تبریزی
- حسین تراب نژاد
- محمدرضا تقوی فرد
- حمید تمجیدی
- محسن تنابنده
- فرهاد توحیدی

## ث
• نغمه ثمینی

## ج
- نیما جاویدی
- مسعود جعفری جوزانی
- فریدون جیرانی

## ح
- علی حاتمی
- ابراهیم حاتمی‌کیا
- حمیدرضا حافظی
- مانی حقیقی

## خ
- اکبر خواجویی
- علی خودسیانی

## د
- علیرضا داوودنژاد
- احمدرضا درویش
- پوران درخشنده

## ر
- حسین رجبیان

- سعید روستایی
- سید سعید رحمانی

## ژ
امیر مهدی ژوله

## س
- فلورا سام
- مهدی سجاده چی
- خسرو سینایی
- روح‌الله سهرابی

## ش
- پرویز شهبازی
- حسین شهابی
- وحید شیراوند

## ص
- یدالله صمدی

## ط
محمدعلی طالبی

## ع
- سعید عقیقی
- حامد عنقا
- مصطفی عزیزی

## ف
- مهدی فخیم‌زاده
- مینو فرشچی
- اصغر فرهادی

## ق
- پیمان قاسم‌خانی
- مهراب قاسم‌خانی
- بهمن قبادی
- جابر قاسمعلی
- علی اکبر قاضی نظام

## ک
- صادق کرمیار
- عباس کیارستمی
- محمدهادی کریمی
- علی کریم
- واروژ کریم‌مسیحی
- پرویز کیمیاوی
- مسعود کیمیایی

## ل
- محمدحسین لطیفی
- شهره لرستانی

## م
- مجید مجیدی
- محسن مخملباف
- هوشنگ مرادی کرمانی
- رسول ملاقلی‌پور
- داریوش مهرجویی
- تهمینه میلانی
- مهدی محمدنژادیان